# 哈里·西利
哈里·戈维尔·西利（1839年2月18日—1909年1月8日）是英国古生物学家。

## 生平
西利出生在英国伦敦，父亲是金匠。他早年在皇家矿业学院（帝国理工学院前身）求学。1859年，他来到剑桥大学地质博物馆，成为了地质学家亚当·西奇维克的助手。1863年，他考入剑桥大学悉尼·萨塞克斯学院。毕业后他曾在大英博物馆和英国地质调查局等地工作。从1876年起，他开始担任剑桥大学国王学院的地质学教授。

## 对恐龙的研究

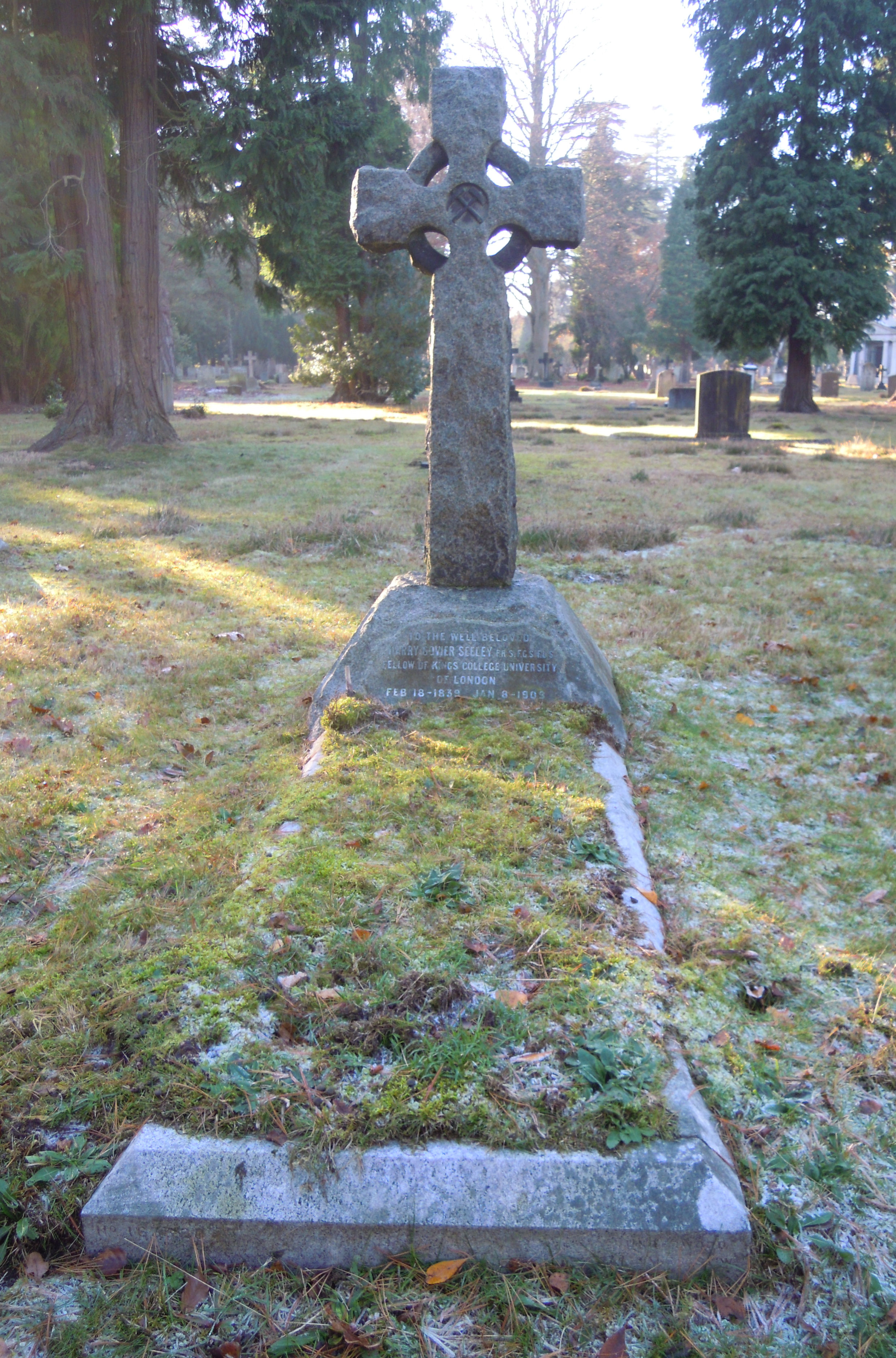
布鲁克伍德公墓

1887年，西利在一次演讲中提到恐龙可以根据骨盆的结构类型分为蜥臀目（Saurischia）和鳥臀目（Ornithischia），他在次年发表了相关论文。
与西利同时代的古生物研究者一般根据恐龙的牙齿或脚进行分类，西利独创的分类方法推动了恐龙的研究进展。尽管后来的研究认为鸟类的祖先来自蜥臀目而非鳥臀目，但他的观点经受住了时间的考验，在当时的古生物学界具有一定的影响力。20世纪80年代，新的支序分類學技术表明，这两个目的恐龙在三叠纪中有共同的祖先。2017年，《自然》期刊上的一篇文章对西利的分类提出了质疑和挑战。科研人员在研究了从三叠纪到白垩纪的74种恐龙的475个结构特征后认为，蜥臀目的兽脚亚目和蜥脚形亚目似乎没有之前认为的那么相关，而兽脚亚目与鸟臀目恐龙的关系则更近。
西利也是翼龙的权威。他于1901年出版了《飞龙》（Dragons of the Air）一书，概述了鸟类、爬行动物、翼龙和对翼龙骨骼结构的新发现。在他之前的科学家理查·歐文认为翼龙是冷血动物，不擅长飞行。西利的观点则正好与其相反。

## 命名
他命名了棄械龍屬、極鱷龍屬、碗狀龍屬、大尾龍屬、正骨龍屬、頜鋸齒龍屬、纖龍屬和孔椎龍屬等恐龙化石种类。

## 荣誉
1879年6月，他当选伦敦皇家学会院士。1902年12月，他当选彼得堡科学院（俄罗斯科学院前身）外籍通讯院士。